# Tagesreste
Tagesreste sind nach Sigmund Freud die in jedem Traum auftretenden Erinnerungen „an die Erlebnisse des letztabgelaufenen Tages“.
Sie werden von Freud auch als rezentes und indifferentes Traummaterial bezeichnet. Freud führt aus, es bestehe kein Zweifel, dass sie die eigentlichen Störer des Schlafs seien und nicht der Traum, der sich vielmehr bemühe, den „Schlaf zu hüten“. Er vergleicht die Tagesreste mit dem Unternehmer, der die Anregung gibt zu einem Traum, die eigentliche Triebkraft dazu komme jedoch aus dem unbewussten Wunsch, dem Kapitalisten des Traums. Tagesreste besitzen nach Freuds Traumdeutung zusammen mit frühen und unbewussten Wünschen eines Menschen bei der Bildung eines manifesten Trauminhaltes eine sehr spezifische Funktion. Sie stellen einen Kristallisationspunkt für die unbewussten Wünsche dar. Sie werden durch die Tagesreste aktiviert und bleiben in der gegebenen Traumsituation fast immer unbefriedigt. Daher entfalten sie in psychodynamischer Hinsicht in der Regel eine stärkere psychische Intensität. Bereits in wachem Zustand kann die Situation des vergangenen Tages, aus dem der Traum stammt, in Analogie zu frühen Versuchungs- und Versagungssituationen aufgefasst werden. Auch wenn es sich bei den Tagesresten nur um eine eigentlich belanglose Frustration handelt, so können durch diesen eher harmlosen Anstoß primitivere Muster frühkindlicher Wünsche und Enttäuschungen reaktiviert werden. Diese werden dann durch sekundäre Traumarbeit in den manifesten Trauminhalt umgestaltet.

## Sonderstellung innerhalb der Traumgedanken
Freud vertritt die Auffassung, dass den Tagesresten eine besondere und eigenständige psychologische Funktion innerhalb der übrigen Traumgedanken bzw. innerhalb des Traummaterials zukommt. Er hat diese Auffassung vor allem in seinen späteren Schriften vertreten. – Freud erläutert diese Bedeutung der Tagesreste anhand der Überdeterminierung der latenten Trauminhalte. Er stellt fest, dass die latenten Traumgedanken für den Träumer sowohl unbewusst als auch „vollkommen verständig und zusammenhängend“ sein sollten. Sie müssen sich daher „als begreifliche Reaktionen auf den Traumanlaß verstehen lassen“. Sie können aber außerdem auch den „Wert einer beliebigen seelischen Regung oder intellektuellen Operation“ haben. Tagesreste sind nur ein Teil der latenten Traumgedanken. In einem strengeren Sinn sondert Freud die Tagesreste qualitativ von den übrigen latenten Traumgedanken ab. Tagesreste sind als bekannt vorauszusetzen, insofern sie rezentes Material (im Neugedächtnis) darstellen, gleichgültig, ob der Träumer sich zu ihnen bekennt oder nicht. Tagesreste bzw. Erinnerungsspuren werden von den unbewussten Wünschen gleichsam als trojanisches Pferd benutzt, um so die im Schlaf herabgesetzte Schwelle der Zensur zu passieren und ins System Vbw und damit in den manifesten Traum zu gelangen. Das wichtigste Kriterium der Traumgedanken aber ist das, was bei der Deutung des Traumes auf dem Gebiet der verdrängten infantilen Erlebnisse durch die Deutung wiederaufgedeckt, rekonstruiert und entschlüsselt werden kann, auch wenn es den Tagesresten sozusagen nur anhängt. Diese verschiedenen Qualitäten des Traummaterials trennt Freud voneinander in scharfer idealtypischer Art und Weise, auch wenn er beim bildlichen Vergleich mit dem Unternehmer (Tagesreste) und Kapitalisten (unbewusste Wünsche) einräumt, dass auch ein Unternehmer einmal mit Kapital ausgestattet und ein Kapitalist unternehmerisch sein kann.